# Olympische Winterspiele 2022/Teilnehmer (Aserbaidschan)
| Gelbes Symbol für Goldmedaillen mit stilisierten Olympischen Ringen | Graues Symbol für Silbermedaillen mit stilisierten Olympischen Ringen | Braundes Symbol für Bronzemedaillen mit stilisierten Olympischen Ringen |
| ------------------------------------------------------------------- | --------------------------------------------------------------------- | ----------------------------------------------------------------------- |
| —                                                                   | —                                                                     | —                                                                       |

Aserbaidschan nahm an den Olympischen Winterspielen 2022 in Peking zum siebten Mal in seiner Geschichte an Olympischen Winterspielen teil. Zur Delegation gehörten zwei Athleten, je eine Frau und ein Mann, die beide im Eiskunstlauf antraten. Fahnenträger bei der Eröffnungsfeier war Vladimir Litvintsev.

## Teilnehmer nach Sportarten

### Eiskunstlauf
| Athleten            | Wettbewerbe | Kurzprogramm/-tanz | Kurzprogramm/-tanz | Kür/Kürtanz | Kür/Kürtanz | Gesamt | Gesamt |
| Athleten            | Wettbewerbe | Punkte             | Rang               | Punkte      | Rang        | Punkte | Rang   |
| ------------------- | ----------- | ------------------ | ------------------ | ----------- | ----------- | ------ | ------ |
| Frauen              |             |                    |                    |             |             |        |        |
| Ekaterina Ryabova   | Einzel      | 61,82              | 16                 | 118,15      | 15          | 179,97 | 15     |
| Männer              |             |                    |                    |             |             |        |        |
| Vladimir Litvintsev | Einzel      | 84,15              | 18                 | 155,04      | 19          | 239,19 | 18     |